# Jimmy Katoa
Jimmy Katoa (ur. 26 kwietnia 1980 na Wyspach Cooka) – piłkarz z Wysp Cooka grający na pozycji obrońcy w tamtejszym Avatiu Rarotonga, były reprezentant Wysp Cooka.

## Kariera klubowa
Katoa od początku kariery związany jest z Avatiu Rarotonga, czyli od 1997 roku, wtedy klub podpisał z nim kontrakt. Z tym klubem zdobył 2 mistrzostw Wysp Cooka i 2 Puchary Wysp Cooka.

## Kariera reprezentacyjna
KAtoa w reprezentacji Wysp Cooka zadebiutował w 1998 roku. Podczas roku występów w tejże reprezentacji zaliczył 1 spotkanie.